# غلاديشية كبيرة الأشواك
غلاديشية كبيرة الأشواك (الاسم العلمي: Gleditsia macracantha) هي نوع نباتي يتبع جنس الغلاديشية من فصيلة البقولية.